# Pissi (Koubri)
Pour les articles homonymes, voir Pissi.
Pissi est une localité située dans le département de Koubri de la province du Kadiogo dans la région Centre au Burkina Faso. En 2006, cette localité comptait 236 habitants dont 53,4 % de femmes.